# 東湖八坂神社
東湖八坂神社（とうこやさかじんじゃ）は、日本の東北地方、秋田県潟上市天王字天王（江戸時代における出羽国秋田郡天王村、幕藩体制下の久保田藩天王村）に所在する神社である。古名・別名については後述。

## 祭神
現在の当社は、素戔嗚尊（スサノオ）を唯一の祭神としている。
社伝によれば、スサノオは創建以来の祭神ということであるが、例大祭の神事として現存する蜘蛛舞は風波雷の荒魂を牛乗りは和魂を表現したもので、太初よりの農業神（田の神）信仰を伝えるものと解釈できることから、スサノオがのちに合祀されたものと考えられる。さらに神仏習合の時代を迎えると、牛頭天王をスサノオの本地と捉える全国各地の八坂神社の例に漏れず、当社も牛頭天王を合祀するようになり、江戸時代には「牛頭天王社」が最も通りの良い社号にまでなったが、明治時代になって神仏分離・廃仏毀釈の時代が到来すると、一転、牛頭天王への信仰は当局によって完全否定され、社号と共に強制的に廃された。

## 歴史
社伝によれば、延暦20年（801年）、蝦夷征討（第3期蝦夷征討）を果たした征夷大将軍・坂上田村麻呂が神恩に感謝して北野原東湖宮にスサノオを祀ったのが始まりという。平安時代後期の康平4年（1061年）には、すでに現在の場所で祭事が執り行われるようになったという。もっとも、創建縁起は社伝以外で確かめることができない。確実な記録としては、康平3年（1060年）に勧請・遷座されたというものである。
古くは御衣宝刀社（みのえのほどのやしろ。意：御衣宝刀の社、原意：水江の良所の社）、中世には登宇古宮（とうこのみや）、その後は、副川社（そえがわのやしろ）、牛頭天王社（ごずてんのうしゃ）、牛頭天王宮（ごずてんのうぐう）、天王宮、天王堂（てんのうどう）、東湖神社など、様々な名称で呼ばれてきた。ここに見られる「天王（てんのう）」という名称は、江戸幕政時代の出羽国秋田郡において存在を確認できる「天王村」と深い縁のあることが想像に難くない。明治時代を迎えた天王村は、天皇治世下でその名は畏れ多いということで、明治3年11月（1870年12月か1971年1月）付で「向船越村」に改称させられたが、全国一斉に町村制が施行された1889年（明治22年）4月1日、旧称復活を当局に認められ、新生の「天王村」を発足させている。これはのちの天王町字天王、現在の潟上市天王字天王の前身である。
江戸時代中期には、当社は久保田藩主（秋田藩主）・佐竹氏の崇敬を受け、「牛頭天王社」の名で秋田十二社（秋田藩の全12を数える崇敬社）に列せられた（幕末まで続く）。
1881年（明治14年）、県社に列せられた。1884年（明治17年）には「東湖八坂神社」を正式名称とした（『県・郷社以下等級調』）。

### 年表

#### 近世以前
- 延暦20年（801年、平安時代初期） - 社伝によるところの当社の創建／蝦夷征討（第3期蝦夷征討）を果たした坂上田村麻呂による創建という／以後、1060年までに洪水のあるごとに4度の遷座があったという。
- 康平3年（1060年、平安時代後期） - 最も古い客観的史料あり／現在地に勧請・遷座される。
- 康平4年（1061年） - 最も古い祭事の記録あり。
- 宝永3年（1706年、江戸時代中期） - 一説に、第4代久保田藩主（秋田藩主）・佐竹義格により、当社が「牛頭天王社」の名で秋田十二社に列せられる／異説では正徳4年（1714年）のこととされる。幕末まで続く。
- 弘化2年6月（1845年7月頃[* 2]） - 細身・長身・首長の狛犬の造立（現存）。
- 慶応元年6月7日（1865年7月29日） - 筋骨隆々・骨太・扁平顔の狛犬の造立（現存）。

#### 明治以降
- 神仏分離・廃仏毀釈時代 - 江戸時代を通して最も一般的であった当社の牛頭天王信仰が、神仏分離・廃仏毀釈の嵐吹き荒れる明治初頭を迎えて当局から完全否定され、スサノオを祭神とする全国各地の神社ともども強制的に再編され、これに伴って「牛頭天王社」の名も全国一律で消滅させられる。新たな社号「東湖神社」および「東湖八坂神社」は、係る時勢の中から生み出された[1]。
- 明治3年11月（1870年12月か1971年1月[* 3]） - 当社の所在地「（藩政村）天王村」が、当社号「牛頭天王社」と縁の深い村名を、「天皇に対して畏れ多い」との理由で当局に否定され、「船越村の川向こうの村」という意味でしかない「向船越村」への改称を強要される。
- 明治4年2月（1871年の3月か4月[* 4]） - 「向船越村」への改称強要に不満やるかたない旧天王村村民が、せめて音だけでも旧称どおりにと「典農村（てんのうむら）」への改称を認めさせる。
- 1881年（明治14年） - 当社が、県社に列せられる。
- 1884年（明治17年） - 当社が、現在の社号「東湖八坂神社」を正式名称とする／『県・郷社以下等級調』による。
- 1889年（明治22年）4月1日 - 当社の所在地が村名「天王村」の復活を当局に認められ、新生「（近代行政村）天王村」が発足／これが、のちの天王町字天王、現在の潟上市天王字天王の前身である。
- 1933年（昭和8年）10月7日 - 昭和の狛犬の造立（現存）。
- 1986年（昭和61年）1月14日 - 東湖八坂神社例大祭の統人行事が、国の重要無形民俗文化財に指定される。

## 祭事
- 東湖八坂神社例大祭

当社の例大祭であり、旧暦（太陰暦）時代には毎年の旧暦6月7日に、新暦（太陽暦）時代の現在では毎年の新暦7月7日に本祭が執り行われる。通称で「牛乗り」「蜘蛛舞」などとも呼ばれるが、これらはそれぞれに例大祭の数ある神事の一つ一つである。
- 東湖八坂神社例大祭 統人行事 [4][5][6][2]

潟上市天王本郷、男鹿市船越地区、および、近隣6集落に伝わる民俗行事。口伝で伝承され、統人制で執り行われる。毎年の東湖八坂神社例大祭に際し、天王・船越の両地区からそれぞれ「統人とうにん」と呼ばれる輪番制の責任者が出され、7月7日の船越、7月8日の天王での新統人お竹受けに始まり、翌年7月8日の注連納めまでの間、年間を通じて様々な祭事を取り仕切る。
1986年（昭和61年）1月14日付で国の重要無形民俗文化財に指定されている。

## 文化財
- 東湖八坂神社のトウニン（統人）行事 - 国の重要無形民俗文化財。指定日：1986年（昭和61年）1月14日。

## 交通アクセス

### 鉄道
- JR東日本 男鹿線 天王駅から徒歩5分